# Girls (canção de Aespa)
"Girls" é uma canção gravada pelo girl group sul-coreano Aespa para seu segundo extended play de mesmo nome. Foi lançada como single principal do EP em 8 de julho de 2022, pela SM Entertainment.

## Antecedentes e lançamento
Em 27 de junho de 2022, a SM Entertainment anunciou que Aespa lançaria seu segundo extended play Girls em 8 de julho. Em 7 de julho, o teaser do videoclipe foi lançado. As versões remix de Brllnt e Minit foram lançadas em 21 de outubro.

## Composição
"Girls" foi escrita por Yoo Young-jin, composta por Ryan S. Jhun, Hanif Hitmanic Sabzevari, Dennis DeKo Kordnejad, Rodnae "Chikk" Bell, Pontus PJ Ljung e Yoo Young-jin, e arranjada por Ryan S. Jhun, Hanif Hitmanic Sabzevari, Dennis DeKo Kordnejad, Pontus PJ Ljung e Yoo Young-jin. Musicalmente, a canção foi descrita como uma canção "escura", "taciturna" dance, pop e electropop com "sintetizador de baixo pesado" e letras sobre "Aespa e ae-Aespa tendo uma batalha completa com Black Mamba [a antagonista]". A "produção pesada e com falhas eletrônicas" da canção suaviza durante a ponte, antes de "deslizar para um colapso techno maluco" no final.

## Desempenho comercial
"Girls" estreou no número 72 na Circle Digital Chart da Coreia do Sul na edição da parada datada de 3 a 9 de julho de 2022; em suas paradas componentes, a canção estreou no número 16 na Circle Download Chart, no número 98 na Circle Streaming Chart, e no número 74 na Circle BGM Chart. Ascendeu ao número oito na Circle Digital Chart na edição da parada de 31 de julho a 6 de agosto de 2022; em suas paradas componentes, a canção alcançou a oitava posição na Circle Download Chart, no número 11 na Circle Streaming Chart, e no número 57 na Circle BGM Chart na edição da parada datada de 10 a 16 de julho de 2022. Na South Korea Songs da Billboard, a canção estreou como número um na edição da parada datada de 3 de julho de 2022.
No Japão, "Girls" estreou no número 94 na Billboard Japan Hot 100 na edição da parada datada de 13 de julho de 2022, subindo para o número 30 na semana seguinte. Em suas paradas componentes, estreou no número 79 na Top Download Songs na edição da parada datada de 13 de julho de 2022, e no número 39 na Top Streaming Songs na edição da parada datada de 20 de julho de 2022. Na Oricon Combined Singles, a canção estreou no número 35 na edição da parada datada de 25 de julho de 2022. Na Nova Zelândia, a canção estreou no número 23 na Hot Singles da RMNZ na edição da parada datada de 18 de julho de 2022. Na Austrália, a canção estreou no número 18 no Top 20 Hitseekers Singles Chart da ARIA na edição da parada datada de 18 de julho de 2022.
Em Singapura, "Girls" estreou no número 13 na Top Streaming Chart da RIAS, e número cinco na RIAS Top Regional Chart na edição da parada de 8 a 14 de julho de 2022. Também estreou no número 14 na Singapore Songs da Billboard na edição da parada datada de 23 de julho de 2022. Na Malásia, a canção estreou no número 11 na Malaysia Songs da Billboard na edição da parada datada de 23 de julho de 2022. Na Indonésia, a canção estreou no número 13 na Indonesia Songs da Billboard na edição da parada datada de 23 de julho de 2022. Em Hong Kong, a canção estreou no número 15 na Hong Kong Songs da Billboard na edição da parada de 23 de julho de 2022. Em Taiwan, a canção estreou na oitava posição na Taiwan Songs da Billboard na edição da parada de 23 de julho de 2022. No Vietnã, a canção estreou na oitava posição na Vietnam Hot 100 da Billboard na edição da parada datada de 21 de julho de 2022.
Nos Estados Unidos, "Girls" estreou na sexta posição na World Digital Song Sales da Billboard na edição da parada datada de 23 de julho de 2022. Globalmente, a canção estreou no número 42 na Billboard Global 200, e número 25 na Billboard Global Excl. US na edição da parada datada de 23 de julho de 2022.

## Promoção
Após o lançamento de Girls, Aespa apresentou "Girls" ao lado de "Black Mamba" na série de concertos de verão do Good Morning America em 8 de julho. O grupo realizou um evento ao vivo chamado "Aespa Girls Comeback Live" no dia 11 de julho no YouTube e TikTok para apresentar o extended play e suas canções, incluindo "Girls", e para se comunicar com seus fãs. Posteriormente, elas se apresentaram em dois programas musicais na primeira semana de promoção na Coreia do Sul: M Countdown da Mnet em 14 de julho, e Show! Music Core da MBC em 16 de julho. Na segunda semana, elas se apresentaram no Music Bank do KBS em 22 de julho.

## Reconhecimentos
| Cerimônia                     | Ano  | Categoria                                      | Resultado | Ref.   |
| ----------------------------- | ---- | ---------------------------------------------- | --------- | ------ |
| Asian Pop Music Awards        | 2022 | Top 20 Canções do Ano (Exterior)               | Venceu    | [ 40 ] |
| Asian Pop Music Awards        | 2022 | Canção do Ano (Exterior)                       | Indicado  | [ 41 ] |
| Circle Chart Music Awards     | 2023 | Artista do Ano – Canção Digital Global (Julho) | Venceu    | [ 42 ] |
| Kmusic and Arts Film Festival | 2023 | Melhor Videoclipe de K-Pop                     | Venceu    | [ 43 ] |
| MTV Video Music Awards        | 2023 | Melhor K-Pop                                   | Indicado  | [ 44 ] |

| Crítico/Publicação | Lista                                   | Posição | Ref.   |
| ------------------ | --------------------------------------- | ------- | ------ |
| Dazed              | As melhores faixas de K-pop de 2022     | 31      | [ 45 ] |
| Rolling Stone      | As 100 melhores músicas de 2022         | 65      | [ 46 ] |
| The Forty Five     | As melhores músicas de 2022             | 36      | [ 47 ] |
| The Vector         | As 20 melhores músicas de K-pop de 2022 | 3       | [ 48 ] |

| Programa      | Data                | Ref.   |
| ------------- | ------------------- | ------ |
| M Countdown   | 21 de julho de 2022 | [ 49 ] |
| Show Champion | 20 de julho de 2022 | [ 50 ] |

## Lista de faixas
- Download digital / streaming – Original

1. "Girls" – 4:00

- Download digital / streaming – Remixes

1. "Girls" (BRLLNT Remix) – 2:55
2. "Girls" (Minit Remix) – 3:42

## Créditos e pessoal
Créditos adaptados do encarte de Girls.
Estúdio
- SM Booming System – gravação, edição digital, engenharia para mixagem, mixagem
- Sonic Korea – masterização

Pessoal
- Aespa – vocais, vocais de fundo
- Yoo Young-jin – letras, composição, arranjo, direção vocal, vocais de fundo, gravação, edição digital, engenharia para mixagem, mixagem, supervisão de música e som
- Ryan Jhun – composição, arranjo
- Hanif "Hitmanic" Sabzevari – composição, arranjo
- Dennis "DeKo" Kordnejad – composição, arranjo
- Rodnae "Chikk" Bell – composição
- Pontus "PJ" Ljung – composição, arranjo
- Jeon Hoon – masterização
- Shin Soo-min – assistente de masterização

## Desempenho nas paradas musicais
| Parada musical (2022)                               | Melhor posição |
| --------------------------------------------------- | -------------- |
| Austrália (ARIA Hitseekers)                         | 18             |
| Coreia do Sul (Circle)                              | 8              |
| Estados Unidos (Billboard World Digital Song Sales) | 6              |
| Global 200 (Billboard)                              | 42             |
| Hong Kong (Billboard)                               | 15             |
| Indonésia (Billboard)                               | 13             |
| Japão (Japan Hot 100)                               | 30             |
| Japão (Oricon Combined Singles Chart)               | 35             |
| Malásia (Billboard)                                 | 11             |
| Nova Zelândia (RMNZ Hot Singles)                    | 23             |
| Singapura (Billboard)                               | 14             |
| Singapura (RIAS)                                    | 13             |
| Taiwan (Billboard)                                  | 8              |
| Vietnã (Vietnam Hot 100)                            | 8              |

| Parada musical (2022)  | Posição |
| ---------------------- | ------- |
| Coreia do Sul (Circle) | 12      |

| Parada musical (2022)  | Posição |
| ---------------------- | ------- |
| Coreia do Sul (Circle) | 88      |

## Certificações
| Região                                                          | Certificação | Unidades certificadas/vendas |
| --------------------------------------------------------------- | ------------ | ---------------------------- |
| Japão (RIAJ)                                                    | Ouro         | 50,000,000†                  |
| † Números somente de streaming com base apenas na certificação. |              |                              |

## Histórico de lançamento
| Região | Data                  | Formato(s)                 | Versão   | Gravadora(s)             |
| ------ | --------------------- | -------------------------- | -------- | ------------------------ |
| Várias | 8 de julho de 2022    | Download digital streaming | Original | SM Warner Dreamus        |
| Várias | 21 de outubro de 2022 | Download digital streaming | Remixes  | SM ScreaM Warner Dreamus |